# Реселец
Реселец (болг. Реселец) — село в Болгарии. Находится в Плевенской области, входит в общину Червен-Бряг. Население составляет 1 072 человека.

## Политическая ситуация
В местном кметстве Реселец, в состав которого входит Реселец, должность кмета (старосты) исполняет Петко Иванов Христов (независимый) по результатам выборов правления кметства.
Кмет (мэр) общины Червен-Бряг — Данаил Николов Вылов (независимый) по результатам выборов в правление общины.